# Dermea balsamea
Dermea balsamea är en svampart som först beskrevs av Peck, och fick sitt nu gällande namn av Seaver 1932. Dermea balsamea ingår i släktet Dermea och familjen Dermateaceae.   Inga underarter finns listade i Catalogue of Life.